# 西藏须芒草
西藏须芒草（学名：Andropogon munroi）为禾本科须芒草属下的一个种。

## 扩展阅读
- 維基物種上的相關：西藏须芒草